# ألفريدو موستاردا فيليو
ألفريدو موستاردا فيليو (بالبرتغالية: Alfredo Mostarda‏) (18 أكتوبر 1946 - 28 مارس 2025)، لاعب كرة قدم برازيلي. كان يلعب في مركز مدافع، حيث لعب مع منتخب البرازيل لكرة القدم. سبق له أن لعب في كأس العالم لكرة القدم مع منتخب بلاده.

## روابط خارجية
- ألفريدو موستاردا فيليو على موقع الاتحاد الدولي (مؤرشف)  (الإنجليزية)
- ألفريدو موستاردا فيليو على موقع ناشيونال فوتبول تيمز (الإنجليزية)
- ألفريدو موستاردا فيليو على موقع عالم كرة القدم.نت (الإنجليزية)